# Ozero Shyganak
Ozero Shyganak är en saltsjö i Kazakstan. Den ligger i den nordöstra delen av landet, 260 km nordost om huvudstaden Astana. Arean är 7,6 kvadratkilometer.